# ポケットチーフ

ポケットチーフを合わせたスーツ

ポケットチーフ（英: pocket chief）は、スーツの胸ポケットに装飾として挿す布のこと。英語では通常 pocket square という。
結婚式などパーティーの際、男性のフォーマルウェアにはほぼ必須の装飾である。第二次世界大戦後の日本ではあまり浸透しなかったが、近年のクールビズや、イタリアンクラシコ・ブームによって再び脚光を浴びている。素材は綿、麻、絹、ポリエステル等であり、絹や麻が正式とされているが、今日では特に問われない。

## 歴史
ポケットチーフはフランス革命後、19世紀に燕尾服やモーニングコートといった当時のカジュアルウェアが礼装に格上げされるとともに、礼装には欠かせないアイテムとなる。この当時のポケットチーフは白のみであった。
その後、スーツファッション（ラウンジスーツ）が広まり、特にイギリスとイタリアにおいて普段のスーツと合わせて使われるようになり、白生地に縁取りが青や赤などのものや、生地そのものが白色でないもの、そして柄のもの、ネクタイの共色を合わせるなど、カジュアルとしても使うことの出来るアイテムとなっていった。ハンカチや布の切れ端などを用いたり、主に女性が扱うレースが付いたポケットチーフが登場し、多様なお洒落を楽しむことが出来るようになっている。

## 形状

### 色
ポケットチーフには主に白やネクタイの共色が使われることが多い。光沢は控えめとし、色は濃く、やや暗めなものを用いるが、慶事では明るめの色でも良い。色の割合についてはワイシャツやブラウス、背広の記事も参考のこと。

### サイズ
ポケットチーフの大きさは小さいもので25センチメートル、標準で38センチメートル、大きいもので45センチメートルほどである。ポケットチーフをポケットから出す面積は身長（センチメートル） × 0.1 = ◯◯ミリメートルであり、例えば、160センチメートル×0.1 = 16ミリメートルとなる。

## 主な折り方の種類
礼装としての折り方
- スリーピークス
三つ山が出来るように折る。折り方が3種類あるが、礼服にはどれを使っても良い。以下はその種類。
  - The Cross over
  - 中立て
  - 外立て
- ツーピークス（ツインピークス）
二つ山が出来るように折る。
- フォーピークス
四つ山が出来るように折る。

ビジネスとしての折り方
- トライアングル（ワンピーク）
- スクエア（TVホールド）
正方形に四つ折りし、さらに三つ折りして、頭が覗くようポケットに差し込む。

カジュアルとしての折り方
- クラッシュド
中心から摘まみ上げてその部分を折り、無造作に突っ込んだように見せる。
- パフド
クラッシュドの上下を逆にしたもの。

あらかじめ折って板に固定したもの（カードチーフ）もある。

## ポケットチーフの装飾
ポケットチーフの装飾として、チーフポインターというピンでポケットチーフを挿す装飾が最近生まれている。